# 于长辉
于长辉（1962年11月—），籍贯辽宁省东港市，汉族，中国共产党党员，吉林工业大学内燃机专业大学毕业，美国罗斯福大学工商管理专业在职研究生，工程师。中华人民共和国政治人物。

## 人物履歷
1985年7月，于长辉从吉林工业大学（今吉林大学）毕业后参加工作，1991年12月加入中国共产党。历任北京市丰台区计委副主任，区科委党组书记、主任，区发展计划委党组书记、主任，区政府区长助理、办公室主任，期间曾经在黑龙江省森林工业总局挂职出任副局长，丰台区政府副区长，中共丰台区委常委、组织部部长兼统战部部长，2011年12月升任中共丰台区委副书记、兼任区委政法委书记及区委党校校长，在任期间，于长辉负责协助丰台区委书记李超钢处理日常事务；负责中共丰台区委员会的党建、安全稳定、社会管理和外事工作，也负责联系丰台区人大、区政协、区人民武装部、区信访办。，2013年，出任北京西站地区管委会党组书记、主任，2015年，任北京市人民政府副秘书长兼市政府信访办主任，2017年3月，出任中共北京市委副秘书长、政法委常务副书记，同年6月当选为第十二届中共北京市委委员。2018年1月17日，当选为第十三届北京市政协常务委员，但于一年后辞任。2018年4月，于长辉接替当选为北京市政协副主席的牛青山出任中共石景山区委书记，2018年12月，于长辉被石景山区人大常委会补选为北京市第十五届人民代表大会代表。2019年5月，出任中共昌平区委书记。
2021年6月29日，中共中央组织部决定授予于长辉“全国优秀县委书记”荣誉称号。
2021年9月，于长辉被免去中共北京市昌平区委员会书记、常委、委员职务，任北京市政协党组成员。翌年，当选为北京市政协秘书长。